# Preludium i fuga Es-dur nr 7, II tom "Das Wohltemperierte Clavier"
Preludium i fuga Es-dur nr 7 (BWV 876) – utwór z drugiego tomu "Das Wohltemperierte Klavier" Johanna Sebastiana Bacha. Preludium i fuga Es-dur utworzone zostały w Lipsku około 10 lat przed jego śmiercią.

## Preludium
Składa się prawie wyłącznie z ósemek. Ma charakter polifoniczny. W strukturze przypomina inwencję trzygłosową. Rytm rzutu melodycznego jest trójkowy.

## Fuga
Temat z początku jest powolny – pierwsza nuta to nuta cała, po niej następuje półnuta. Motyw czołowy to charakterystyczny interwał kwinty czystej między dwiema pierwszymi nutami a także następująca po nich pauza. Rozwinięcie tematu zaczyna się od trzeciej nieakcentowanej nuty utworu, która jest przedtaktem do figury progresywnej modulującej z przejściowej tonacji As-dur do dux – Es-dur. Drugi temat wchodzi o kwintę wyżej. W kontrapunkcie figura progresywna z tematu pojawia się tylko raz – na dodatek częściowo. Następnie melodia ożywia się bardzo powoli i stopniowo – słychać dwie półnuty, jedną całą i trzy ćwierćnuty, z których jedna przedłużona jest kropką. Po nich nagle następują dwie szesnastki, które przyjmują jakoby kształt ozdobnika, przednutek do figury progresywnej kontrapunktu, która towarzyszy tej z tematu. Podczas wejścia trzeciego i czwartego głosu a także w przetworzeniu i codzie często występują równoległe seksty tudzież tercje. W środku przetworzenia usłyszeć można nową – tym razem ósemkową – figurę melodyczną. Jest ona wykorzystana w progresji, przed której końcem wchodzi temat w tonacji comes – B-dur. To wejście tematu jest początkiem zwieńczenia utworu – cody, podczas której temat występuje trzy razy, tworząc niewielkie stretto.
Fuga Es-dur z drugiego tomu "Das Wohltemperierte Clavier" jest często przyrównywana do fugi D-dur z tegoż tomu. Są one rzeczywiście bardzo podobne pod wieloma względami:
- temat jest raczej powolny
- występuje duża liczba strett
- kontrapunkt zawiera odpowiedzi do tematu (w Es-dur szczególnie po wejściu trzeciego głosu)
- w temacie występują powtórzone dźwięki o tej samej wysokości (w Es-dur – zdublowane, w D-dur – strojone)
- przeważają duże wartości rytmiczne czasem uzupełniane ósemkami.